# Foire annuelle d'Hautem
La foire annuelle d'Hautem, Houtem Jaarmarkt en néerlandais , est une foire annuelle d'hiver (bien que se déroulant en automne) et un marché à bestiaux qui se tiennent chaque année les 11 et 12 novembre à Hautem-Saint-Liévin, commune belge située en Région flamande dans la province de Flandre-Orientale.
« Houtem Jaarmarkt, foire annuelle d’hiver et marché aux bestiaux à Hautem-Saint-Liévin » a été inscrit en novembre 2010 par l'UNESCO sur la liste représentative du patrimoine culturel immatériel de l'humanité.

## Historique
D'origine médiévale, cette foire est d'abord un pèlerinage consacré à saint Liévin qui serait décédé un 12 novembre. À partir du XVIIe siècle, le pèlerinage évolue de plus en plus en une véritable foire s’organisant en un important marché de bétail et de chevaux et une fête populaire. Alors qu'ailleurs en Flandre, les marchés de bestiaux sont en déclin, celui de Hautem-Saint-Liévin prend de l'ampleur et devient une fête populaire très fréquentée. Il s’agit aujourd’hui du plus grand marché de bestiaux et de chevaux en plein air de Flandre.

## Description
Il s’agit du dernier grand marché de plein air en Belgique qui rassemble dans le village 500 exposants et négociants de bétail et de chevaux pur-sang ou de matériel agricole et des milliers de visiteurs. Plus de 1 200 vaches et 600 chevaux sont à vendre lors de ce marché.
Les tractations commerciales s’y pratiquent encore par le battement des mains. 
Pendant les deux jours de la foire, les maisons particulières s’ouvrent à tous pour manger, boire et écouter de la musique. Chaque année, quelque 50 000 visiteurs se rendent à la foire annuelle d'Hautem.